# Virtanen
För asteroiden, se 1449 Virtanen.
Virtanen är ett finskt släktnamn, som genom immigration också är etablerat i Sverige. Offentlig statistik tillgänglig i juni 2014 ger följande upplysningar om antalet bosatta i Finland respektive Sverige med namnvarianterna
- Virtanen: Finland 21974, Sverige 672
- Wirtanen: Finland 241, Sverige 10
- Totalt: Finland 22215, Sverige 682

Virtanen var länge Finlands vanligaste släktnamn, men är sedan 2009 förbigånget av Korhonen). Namnet Virtanen är bildat från ordet "virta", som betyder "ström" eller "flod". 
Äldsta belägget för släktnamnet Virtanen är från 1684 i Hiitola, men det fick sin spridning först på 1800-talet, när nationalromantiska natursläktnamn med suffixet -nen blev vanliga i Västfinland. I Östfinland har flera släktnamn med suffixen -(i)nen varit mycket vanliga från 1200- eller 1300-talet, men i Västfinland dom blev vanliga i sluten av 1800-talet. Östfinska namn som Korhonen var förebildar, när flera personer i Västfinland på 1800-talet tog släktnamn med suffixen -nen. Tidigare majoriteten av dom hade inte släktnamn och några hade ett svenskspråkig släktnamn.

## Personer med efternamnet Virtanen eller Wirtanen
Personer utan angiven nationalitet är från Finland
- Arto Virtanen (född 1947), författare och litteraturkritiker
- Artturi Virtanen (1895–1973), biokemist och nobelpristagare
- Atos Wirtanen (1906–1979), åländsk journalist, författare och politiker
- Erik Anton Virtanen (1897–1970), kartograf
- Fredrik Virtanen (född 1971), sverigefinsk kulturjournalist
- Harri Virtanen (född 1963), mannusförfattare, dramaturg och dramatiker
- Jake Virtanen (född 1996), finländsk-kanadensisk ishockeyspelare
- Jesse Virtanen  (född 1991), ishockeyspelare
- Kalle Virtanen (1921–2006), matematiker
- Kari Virtanen  (född 1948), möbelsnickare
- Keijo Virtanen (född 1945), historiker
- Lauri Virtanen (1904–1982), långdistanslöpare
- Leea Virtanen (1935–2002), etnolog och folklorist
- Olavi Virtanen (född 1931), kemist
- Petteri Wirtanen (född 1986), ishockeyspelare
- Reima Virtanen (född 1947), boxare
- Toni Wirtanen (född 1975), musiker, sångare och gitarrist
- Tommy Wirtanen (född 1983), handbollsspelare
- Veikko Virtanen (född 1928), orgelbyggare
- Veltto Virtanen (född 1951), rockmusiker, psykolog och politiker, sannfinländare
- Ville Virtanen (född 1961), skådespelare och författare
- Ville Virtanen, känd som Darude (född 1975), DJ och producent av elektronisk dansmusik